# Molophilus (Molophilus) bucerus
Molophilus (Molophilus) bucerus is een tweevleugelige uit de familie steltmuggen (Limoniidae). De soort komt voor in het Australaziatisch gebied.